# 拉克絲·克萊因
拉克絲·克萊因（ラクス・クライン，Lacus Clyne）是在动画片《机动战士GUNDAM SEED》的女主角，她也在续作《机动战士GUNDAM SEED DESTINY》中作为主要人物出现。为她担当配音的是声优田中理惠，田中理惠也因此角色而入圍第1回聲優獎。

## 名字
拉克絲·克萊因的名字（Lacus）在拉丁语中的意思是湖。在《DESTINY》中假扮拉克絲的蜜雅（Meer）呼应着拉克絲這個名字，因为蜜雅（Meer）在荷兰语中是“湖”的意思，同时是德语中的“海”或“洋”的意思。

## 剧情

### 第一季
拉克絲·克萊因被稱為P.L.A.N.T.的歌姬和“粉色的公主”。札夫特議會原議長西蓋爾·克萊因之女，此外還是在P.L.A.N.T.有名的偶像歌手。《SEED》前期是阿斯蘭·薩拉的未婚妻，在身為尤尼烏斯7號追悼團代表視察時因意外坐上逃生艇漂流在宇宙中被煌·大和所救，在札多殲滅先遣隊後攻擊大天使號時被當成人質迫使札多軍撤退，在得知煌和阿斯蘭明明是朋友但卻得互相戰鬥時為他們感到難過，後來被煌私自交還給阿斯蘭後平安回到P.L.A.N.T.。在阿斯蘭休假到她家玩時，向阿斯蘭提及煌還保留當初和阿斯蘭分離時送給他的機械鳥多莉，以及當時在大天使號上和煌談及阿斯蘭時的情況，最後還說出很喜歡煌這個人。
《SEED》後期幫助因為和阿斯蘭戰鬥而受傷的煌養傷，之後因為煌所抱持的理念與自己相同而帶領他前往駕駛札多研發的新機體自由鋼彈，因為將自由鋼彈交給煌時被監視器拍到所以拉克絲被視為叛國賊，與阿斯蘭的婚約也因此取消，全家人也被阿斯蘭的父親派屈克·薩拉通緝，之後利用哈囉引導阿斯蘭暗中和自己見面，她告訴阿斯蘭她把自由鋼彈交給煌，還有煌還活著的消息，讓阿斯蘭對自己的信念產生質疑，最後告知煌人在地球希望他能和煌以朋友的身份好好談談後離開並繼續逃亡。在逃亡時仍透過廣播向大家傳達自己的意志，後來她的父親西蓋爾·克萊因在逃亡途中被殺害，之後救出為了詢問父親對戰爭看法而被捕的阿斯蘭。救出阿斯蘭後拉克絲和安德列·渥特菲德等克萊因派的成員搭乘永恆號逃離P.L.A.N.T.，在被雅金·杜威防衛隊攻擊時被煌駕駛的自由鋼彈所救並和大天使號還有草薙號相會，後來因為父親的死而衝向煌的懷裡哭泣，之後以永恆號艦長的身份和煌·大和等人組成「三艦同盟」投身於戰場進行武裝和平運動。
在煌因為知道自己的身世感到難過和痛苦時認同了煌的存在。並希望煌能留在自己身邊而讓煌重新振作，最後開戰前將自己戴的戒指交給煌並希望煌能平安回來，最終戰時指揮永恆號參與戰鬥，並和草薙號一起去摧毀創世，之後被拉烏·魯·克魯澤駕駛的天帝鋼彈攻擊時被憤怒的煌所救，最後戰爭在創世爆炸的情況下結束。

### 第二季
拉克絲在戰後和煌·大和隱居在歐普近海的島嶼幫忙馬爾奇歐導師照顧戰爭孤兒，在尤尼烏斯7號墜落時與煌、他的養母雁田·大和、馬爾奇歐導師和照顧的孩子們一起在防空洞避難並唱歌安撫害怕的孩子們，之後因為尤尼烏斯7號墜毀導致居住地全毀，拉克絲和眾人一起搬到在阿斯哈名下的別墅生活的瑪琉等人那裡居住，在歐普決定跟大西洋聯邦簽約而考慮要搬去P.L.A.N.T.生活的晚上遭到調整者的特殊部隊襲擊，在特殊部隊的MS亞修的攻擊下，拉克絲對於要讓煌再次駕駛自由鋼彈戰鬥這件事感到猶豫不決，之後在煌為了保護大家的覺悟下把打開自由鋼彈機庫的鑰匙交給煌，最後暗殺計畫因被自由鋼彈擊敗而導致失敗，之後為了避免上次戰爭的悲劇再度重演和煌·大和等人再次回到了戰場。
為了調查杜蘭朵議長的計畫和煌等人分開行動，為了前往宇宙與安德列·渥特菲德搶奪穿梭機，在穿梭機被追擊的MS攻擊時被自由鋼彈即時解救並阻止煌跟他們前往宇宙，在分離前向煌保證會回到他的身邊，最後在煌的目送下離開了地球，在殖民地孟德爾衛星中發現杜蘭朵實施的命運計畫的筆記本。後來因為被札夫特軍發現而被追擊，在危急時被駕駛嫣紅攻擊鋼彈的煌所救，為了擋下攻擊永恆號的光束嫣紅攻擊鋼彈失去了所有武器，之後拉克絲將新的MS ZGMF-X20A 攻擊自由鋼彈給予前來救援的煌，最後成功擊退追擊的札夫特軍，在札夫特攻打歐普時駕駛ZGMF-X19A 無限正義鋼彈和煌從宇宙降下並把機體交給阿斯蘭，當歐普保衛戰結束後卡佳里透過全球轉播向全世界傳達歐普的立場和質問杜蘭朵前陣子的侵略行為時被假冒拉克絲的蜜雅妨礙，為了幫助卡佳里，拉克絲在煌的護送下到歐普行政府表露身分，揭穿蜜雅是假冒的，同時也希望大家思考杜蘭朵議長的目的以及真面目，讓世界上的人們開始質疑杜蘭朵。
在哥白尼與煌、阿斯蘭還有美鈴購物時收到蜜雅·坎貝爾的紅色哈囉帶來的一張便條，內容是「拉克絲小姐，請你救救我！我將會被殺！」雖然阿斯蘭和美鈴相信這是一個陷阱，但拉克絲無論如何都決定要去，她認為蜜雅請求自己的幫助。最後在煌的同意和幫忙說服阿斯蘭和美鈴的情況下決定一起陪同拉克絲去見蜜雅。蜜雅在空的圓形露天劇場會見拉克絲等人，莎拉帶領的暗殺部隊圍繞著等待伏擊。蜜雅威脅著要開槍射傷拉克絲，但被阿斯蘭阻止了，射飛了蜜雅手上的槍。蜜雅堅持自己就是拉克絲·克萊因，拉克絲嘗試使蜜雅冷靜下來，告訴她即使現在樣子和聲音很像自己，但蜜雅和自己仍然是兩個不同的人，任何人也無法代替對方，自己的夢想是屬於自己的。拉克絲不知情地進入了莎拉的視線，但煌的機械鳥多莉提醒他們注意莎拉，之後槍聲接連不斷，當阿斯蘭幹掉大部分暗殺部隊人員的時候，莎拉投擲了一個手榴彈出來，但被煌和美鈴將之射回給莎拉，莎拉重傷倒下。當所有槍響結束後，穆·拉·福拉卡駕駛曉到達了，當拉克絲登上曉的手上時，煌邀請蜜雅跟他們一起逃跑，蜜雅也接受了。不過，瀕死的莎拉開槍射向拉克絲，唯一發現這件事的蜜雅設法推開拉克絲，但被子彈擊中了。阿斯蘭馬上開槍射殺莎拉。最後被憧憬的拉克絲，和寄予感情的阿斯蘭，二人一邊看護，安靜地一邊斷氣。感到極度痛苦的蜜雅，給了拉克絲一張自己接受整形手術前的照片，並向拉克絲道歉，懇求拉克絲不要忘記自己的歌曲和生命，熱淚湧上蜜雅的眼眶，她就這樣死在拉克絲的手臂上。之後把她的屍體帶到大天使號上，在那裡為她舉行了一個簡短而嚴肅的葬禮。並從蜜雅的隨身物品看到她的日記，看著裡面的內容拉克絲在蜜雅的遺體前留下了眼淚。
在杜蘭朵獲得「鎮魂曲」武器系統並發表「命運計畫」後，拉克絲以永恆號為旗艦，與命運計畫的反對者們為了破壞「鎮魂曲」阻止杜蘭朵攻擊歐普而與杜蘭朵所率領的札夫特軍交戰。最後與煌·大和駕駛的攻擊自由鋼彈一起擊沉軍事移動要塞彌賽亞後獲得了勝利。
得知己方擊毀「鎮魂曲」，彌賽亞要塞全毀，拉克絲在確認煌與阿斯蘭從崩毀的彌賽亞中平安生還後，從永恆號廣播，對札夫特軍提出雙方立即停火，參戰各方船艦紛紛發出撤退信號彈，召回所屬MA、 MS。全線逐漸停戰，第二次P.L.A.N.T.與地球之戰至此告一段落。
最後結局，接受P.L.A.N.T.最高評議會的邀請與陪同的煌·大和一起回到P.L.A.N.T.。在OVA final plus以及重製版第50集「被選擇的未來」中受伊薩克等人護衛的拉克絲與從電梯中出來穿著札夫特白衣的煌·大和在眾目睽睽下互相擁抱，最後的畫面是和伊薩克等札夫特軍官一起進入P.L.A.N.T.評議會內。

### 剧场版时期
从“芬德申”的成员修罗那里得知自己并不是调整者，而是吉尔伯特·杜兰朵前议长所提出的“命运计划”的产物 ———— 协调者，并且得知自己的级别为“天生的女王”（对应的命定伴侶是“天生的国王”奧爾菲）。知道了真相的拉克丝内心受到了极大的打击，她陷入了迷茫，一时不知道该怎么办了。但是最后在信念的驱动下拉克丝决定与“芬德申”的成员彻底决裂，随后被驾驶魔蟹潜入进来的基拉所救，并和他们一同消灭了“芬德申”，回到了正常的生活当中。

### 完結解釋
劇中並沒有明確顯示出拉克絲當時的身份，導演福田在Twitter上否認有拉克絲當上議長這種結果。設定提過戰後拉克絲是在國防委員體系的地方工作，跟議長無關。在劇場版《SEDD FREEDOM》，拉克絲加入由卡嘉莉牵头組織的多方组织COMPASS，吸納自然人和調整者的軍隊精英，致力維護和平。

### 地下武裝組織
經歷了前大戰的災難，迎來了新的領導者吉伯特·杜蘭朵的P.L.A.N.T.，在他強力的手段下進行著顯著的復興。但是，這指導力同時喚起了對權力的暴走十分敏感的人們的警戒心。他們多數是過去與西蓋爾·克萊因志同道合，在西蓋爾被暗殺後則以他的女兒拉克絲·克萊因為指導者的這樣一群人。悄悄地離開了P.L.A.N.T.的他們，在能逃過札多的監視的碎石帶中建造了根據地，並繼續活動。然後同樣的，對地球聯合軍隊及財政界首腦抱有警戒心的人們也開始了活動。終於，雙方超越了體制與民族的壁壘，聯手結成了被稱為“終端”的秘密武裝組織。

## 演唱歌曲
拉克絲在動畫中演唱的歌曲。
SEED
- 《寂靜的夜裏（静かな夜に）》
- 《水之証（水の証）》

DESTINY
- 《希望的領域（Fields of hope）》

## 外部連結
- 莉古絲·古蘭爾《機動戰士GUNDAM SEED》gundam.info官方網站 （页面存档备份，存于）（繁體中文）（简体中文）（英文）
- 莉古絲·古蘭爾《機動戰士GUNDAM SEED DESTINY》gundam.info官方網站 （页面存档备份，存于）（繁體中文）（简体中文）（英文）
- 莉古絲·古蘭爾《機動戰士GUNDAM SEED FREEDOM》官方網站
- 「Ｑ．ひな祭りは過ぎちゃったけど…ガンダムでお姫様キャラといえば？」はラクスが1位！【2008年3月10日～2008年3月16日】
- Lacus Clyne （页面存档备份，存于）
- 高达中文机体资料库